# Ионафан (Кополович)
Архиепи́скоп Ионафа́н (в миру Ива́н Миха́йлович Кополо́вич; 8 июня 1912 года, село Олешник (ныне Виноградовская община Закарпатской области) — 21 мая 1990 года, Мукачево) — епископ Русской православной церкви, архиепископ Кишинёвский и Молдавский.
Состоял в юрисдикции Сербской (с 1933 по 1945), а с 1945 года — Русской православных церквей; при этом с 1955 по 1964 год по направлению Московской патриархии находился на церковной работе в пределах автокефальной Православной церкви в Чехословакии.

## Биография
Родился 8 июня 1912 года в Закарпатье в глубоко верующей русинской крестьянской семье. Отец его, Михаил Иванович, был одним из активных участников движения за восстановление Православия в Закарпатье и основателем православной общины в родном селе, за что был арестован австро-венгерскими властями, был участником Мармарош-Сигетского процесса 1913—1914 годов.
В 1923 году окончил начальную школу. В 1927 году окончил 4 класса гимназии в Ужгороде.
В 1932 году окончил духовную семинарию в Сремских Карловцах.
21 ноября 1933 года рукоположён во диакона, став клириком Сербской Православной церкви.
7 января 1935 года возведён в сан протодиакона.
С 1 октября 1935 по 29 февраля 1936 года служил солдатом чехословацкой армии.
19 апреля 1936 года в Мукачеве рукоположён епископом Мукачевским и Пряшевским Дамаскином (Грданички) во иерея.
С 1941 года — преподаватель гимназии в Хусте.
С 1945 года исполнял должность секретаря Мукачевского епархиального управления (Московский Патриархат).
С 1949 года — благочинный православных приходов в Венгрии.
С декабря 1954 года — секретарь Мукачевского епархиального управления и настоятель кафедрального собора.
С июня 1955 года — Генеральный викарий (помощник епископа) Прешевской епархии Чехословацкой православной церкви.
В 1961 году окончил Прешевский Богословский Православный факультет. В 1963 году удостоен звания доктор богословия.
В 1964 году овдовел и в конце года вернулся в СССР. Принят на работу в Отдел внешних церковных сношений, преподавал в Аспирантуре Московской духовной академии.
12 ноября 1965 года пострижен в монашество, 14 ноября возведён в сан архимандрита.
28 ноября 1965 года хиротонисан во епископа Тегельского, викария Среднеевропейского Экзархата. Чин хиротонии совершали: Патриарх Алексий I, митрополит Крутицкий и Коломенский Пимен (Извеков), митрополит Киевский и Галицкий Иоасаф (Лелюхин), митрополит Ленинградский и Ладожский Никодим (Ротов), архиепископ Берлинский и Среднеевропейский Киприан (Зёрнов), архиепископ Минский и Белорусский Антоний (Мельников), епископ Симферопольский и Крымский Леонтий (Гудимов), епископ Дмитровский Филарет (Денисенко) и епископ Волоколамский Питирим (Нечаев).
С 23 июня 1966 по 7 октября 1967 года временно управлял Берлинской епархией и исполнял обязанности Экзарха в Средней Европе.
С 7 июля 1966 года по 7 октября 1967 года временно управлял Венской епархией.
С 7 октября 1967 года — архиепископ Нью-Йоркский и Алеутский, Патриарший Экзарх в Северной и Южной Америке.
20 марта 1969 года включен в состав Комиссии Священного Синода по вопросам христианского единства.
10 апреля 1970 года, в связи с выводом приходов Северной Америки из состава Экзархата, освобождён от должности Экзарха Северной и Южной Америки и от управления Нью-Йоркской епархией с предоставлением ему двухмесячного отпуска.
8 июня 1970 года назначен архиепископом Тамбовским и Мичуринским.
С 11 октября 1972 года — архиепископ Кишинёвский и Молдавский; прибыл в Кишинёв 14 октября.
С 12 по 31 октября того же года сопровождал Патриарха Пимена в его поездке за границу и посещении Церквей: Сербской, Румынской и Элладской.

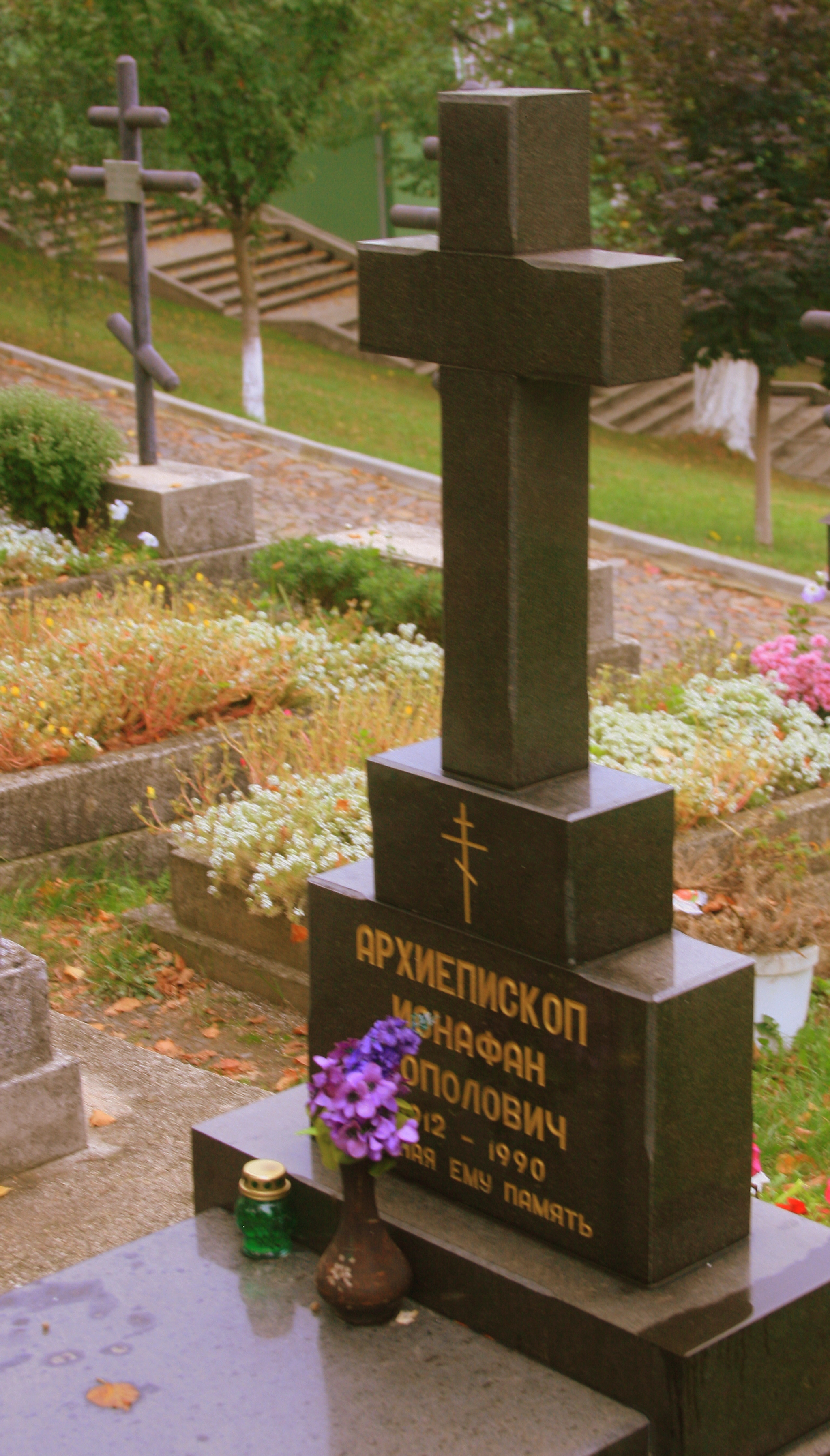
Памятник на могиле архиепископа Ионафана Кополовича

Проявил большую заботу о храмах Молдавии, пострадавших от землетрясения 4 марта 1977 года. По его благословению клирики многих храмов составляли исторические справки о них, с использованием документов Центрального государственного архива Молдавской ССР. Эти материалы поступали в Кишиневское епархиальное управление, а выдержки из них публиковались в «Журнале Московской патриархии» (например, ЖМП. 1984, № 6.  С. 21-23; № 9. С. 26-28).
12 мая 1987 года уволен на покой.
Скончался 21 мая 1990 года. Погребён на Чернечьей горе.

## Публикации
- Православное благочиние в Венгрии // Журнал Московской Патриархии. 1954. — № 4. — С. 13-15.
- Речь при наречении во епископа Тегельского // Журнал Московской Патриархии. 1966. — № 1. — С. 6.
- Архиепископ Пантелеимон // Журнал Московской Патриархии. 1968. — № 12. — С. 26-30. (совм. с прот. А. Соколовским)
- Речь на юбилейном собрании, посвященном 25-летию Венгерского Православного Благочиния 24 ноября 1974 года // Журнал Московской Патриархии. 1975. — № 5. С. 12-13.

## Награды
- 1937 г. Епископ Дамаскин — набедренник и красный пояс
- 1939 г. Епископ Владимир (Раич) — протоиерейская камилавка
- 1944 г. Администратор епархии, Игумен Феофан (Сабов) — протоиерейский наперсный крест
- 1949 г. Патриарх Алексий I — крест с украшениями
- 1951 г. Патриарх Алексий I — посох
- 1954 г. Патриарх Алексий I — второй крест с украшениями
- 1955 г. Патриарх Алексий I — митра
- 1964 г. Митрополит Иоанн — Орден свв. Кирилла и Мефодия 3-й степени
- 1982 г. Орден преподобного Сергия Радонежского 2-й степени
- 1983 г. Орден святого равноапостольного великого князя Владимира 2-й степени